# Nébuleuse lumineuse
Les nébuleuses lumineuses sont des nuages de gaz et de poussières interstellaires principalement constitués d'hydrogène ionisé. Ces nuages sont également composés des restes d'étoiles mortes comme de l'hélium, de l'eau, de l'oxygène, etc. Ce type de nébuleuse est souvent la source de la formation d'étoiles sous forme de groupes ou d'amas.
On distingue deux types de nébuleuses lumineuses : les nébuleuses en émission et les nébuleuses en réflexion.